# Claus Høxbroe
Claus Høxbroe (født 23. oktober 1980 - ) er en digter, forfatter og underviser i kreativ skrivning. Han kalder sig selv beatpoet og er en af den danske spoken word-scenes mest aktive skikkelser. Han har leveret langt over 4.000 shows, blandt andet i Norge, på Færøerne, i London, Finland, Tyskland, Estland og Sverige og senest Litauen . De mange shows har bl.a. bestået af traditionel oplæsning, oplæsning og impro-lyrik med bands eller musikere. 
Han har arbejdet med navne som Støj!, Unrealism, Saksaksaks, Årets længste dag, Slutspurt, Tømrerclaus, Lennart Ginman, Jan Kaspersen, Oscar Gilbert, Fuzzy, Emil de Waal, Hugo Rasmussen, Michael Love Rexen, Sophie Woods, Where the sidewalk ends, Umpff, Stik Op Jakob og 1. THog hans seneste projekt Oriental Park Bug Boys som er blevet spillet på P8 Jazz og har flere end 20.000 afspilninger på Spotify, lige som han har været vært ved forskellige poetry slams. Høxbroe medvirker også på flere cd'er/Lp'er og i august 2007 udgav han debut spokenword-albummet "Sluk lyset" ledsaget af stryger-bandet 1. TH. og albummet blev produceret af Hilmer Hassig. Efterfølgende er det blevet til en række oplæsnings-albums.
Han har skrevet til en række magasiner og tidsskrifter, samt teaterstykker og ved Poesiens Dag i 2005 fik han tildelt Årets Publikumspris og han fik tildelt Dan Turèll Prisen i 2011. På hans 30 årig fødselsdag, 23. oktober, udsendte han digtsamlingen "Alt for meget af den gode".
I en årrække samarbejdede han med Kultur Vesterbro og stod bag den tilbagevendende lyrikklub Onkel Dannys Joint i Råhuset på Onkel Dannys Plads i København. Derudover forestod han første mandag hver måned (2009) en open mike scene på La Fontaine Copenhagen Poetry Club. Og i 2009 påbegyndtes lyrikklubben Jazz N Poetry, der var et samarbejde mellem Claus Høxbroe og Copenhagen JazzHouse, samt Poetry Preview på Støberiet, der havde til huse i Kulturhuset på Blågårds Plads i København. I 2009 startede han endnu en lyrikklub op, Sneak peak poetry, i Valby Kulturhus.I slutningen af 2010/starten af 2011 afviklede han dog lyrikklubberne, for at fokusere på egne udgivelser og oplæsninger, samt "Høxbroe & Stik Op – Et lyrikshow med rap og beatpoesi" der er et lyrisk tilbud til landets skoler, hvor eleverne selv for mulighed for at arbejde med sprog og skrift.

## Undergrunds-udgivelser
- Min ambulance (intet årstal)
- Pickpocket Zigzag (2007 – med illustrationer Arkiveret 7. februar 2009 hos  Wayback Machine af forskellige kunstnere
- Bling Bling Bitches Bling Bling (2007)
- Ekstra – Claus Høxbroe & Cav Bøgelund (2011)
- Mellemrum – Claus Høxbroe & Jacob Birch (2011)